# Abdullah Taushani
Abdullah Taushani (... – post 1820) è stato un politico e militare albanese, governatore (pascià) del Sangiaccato di Elbasan, alleatosi al principio del XIX secolo con il potente Pascià di Giannina, Alì Pascià di Tepeleni.

## Biografia
Membro della potente dinastia albanese dei Taushani di Elbasan, Abdullah risolse di allearsi con Alì Pascià di Tepeleni, signore del Eyalet di Giannina per fronteggiare nemici comuni. Come compenso, Tepeleni introdusse Abdullah nel suo Concilio di Guerra.

Nel biennio 1812-1813, Abdullah supervisionò dei lavori per l'igienizzazione della città di Elbasan che portarono alla creazione di uno scolo fognario dal castello al fiume Shkumbini.